# Mo'unga'one
Mo'unga'one è un'isola delle Tonga. Amministrativamente appartiene alla divisione di Haʻapai, nel distretto di Pangai.
Secondo il censimento del 2021 la popolazione di Mo'unga'one ammontava a 76 abitanti.